# Baktay Zelka
Baktay Zelka (születési nevén Korsós Gizella, hivatalos nevén Baktay Gizella, Siklós, 1969. június 8. –) magyar pszichológus, pár- és családterapeuta, tudományos kutató és író. Pszichológusként és szakpszichológusként a párkapcsolati tanácsadás és terápiás módszerek fejlesztésével foglalkozik. Férjével, Baktay Miklóssal közös praxisban dolgoznak, és több szakmai publikációval, előadással járultak hozzá a hazai párterápiás ismeretekhez.

## Élete és tanulmányai
Korsós Ernő tanár és Máté Gizella tanítónő gyermekeként 1969. június 8-án született a Baranya megyei Siklóson. Magyarbólyon nevelkedett, majd 14 éves korától a pécsi Janus Pannonius Gimnáziumba járt. Kitűnő eredménnyel érettségizett, de az óvónőképzőben folytatott tanulmányait követően politikai okokból nem mehetett azonnal egyetemre, így előbb ápolónői képesítést szerzett. Három évig a Pécsi Pszichiátriai Klinika Pszichoterápiás Osztályán dolgozott, ahol betekintést nyert a nyílt osztály működésébe, valamint az orvostanhallgatók oktatásába. A rendszerváltást követően felvették az ELTE pszichológia szakos képzésére. Tanulmányait másodévtől a Pécsi Tudományegyetemen folytatta, ahol 1997-ben pszichológus diplomát szerzett. 2002-ben summa cum laude doktori fokozatot kapott az Orvostudományi Karon. PhD-disszertációját „A király is megköttetnék fürteid által” – A haj pszichológiai szerepének vizsgálata címmel írta. Tanácsadó szakpszichológusi diplomáját az Eötvös Lóránd Tudományegyetemen védte meg 2004-ben.

## Szakmai pályafutás
Tíz éven át volt az ELTE PPK, négy éven át a Károli Gáspár Református Egyetem  Bölcsészettudományi Karának oktatója. Tanított általános pszichológiát, fejlődéslélektant, majd pár- és családi kapcsolatok vizsgálatára specializálódott.
2002 óta Baktay Zelka és férje, Baktay Miklós közös praxist működtetnek, ahol terápiás foglalkozásokat tartanak, valamint ismeretterjesztő és szakmai anyagokat publikálnak. A párkapcsolati konfliktusok kezelésére és a kapcsolatok megerősítésére specializálódtak. Alkalmazzák az élményterápiát és a kapcsolatgazdagítás módszerét. Szakmai munkájukban a közös identitás erősítésére és a konfliktuskezelés új módszereire helyezik a hangsúlyt.
Baktay Zelka előadóként és trénerként is tevékenykedik. A Nyitott Akadémia rendezvényein például Csernus Imrével, Müller Péterrel és Popper Péterrel tartott előadásokat. A Védőháló a családokért program keretében férjével, Baktay Miklóssal közösen egy két éves előadás- és workshopsorozatot vezettek Párkapcsolat, szülőség, család címmel, amely a családi kapcsolatok erősítésére, a harmonikus családi élet támogatására, valamint a szülői és párkapcsolati kihívások kezelésére fókuszált. Az egyes workshopok különböző életszakaszokat öleltek fel a házasságkötéstől a gyermeknevelés szakaszain át egészen a nagyszülővé válásig, gyakorlati megoldásokkal is támogatva a résztvevőket.
Baktay Zelka és férje, Baktay Miklós kidolgozták a Házaskunyhó programot, amely egy párterápiás módszer az összehangolódás mélyítésére és konfliktusok megelőzésére. A módszer lényege, hogy a párok természetközeli, egyszerű környezetbe – a Házaskunyhóba – vonulnak el néhány napra, hogy minimális külső zavaró tényező mellett dolgozzanak a kapcsolatukon. Az elvonulás során önreflexiós gyakorlatokat végeznek, és a természetközeli légkör segíti őket abban, hogy új perspektívából tekintsenek párkapcsolatukra. A program célja az együttes élményen keresztül a kötődés erősítése és a közös identitás építése.

## Nem terápiás tevékenységek
Pszichológiai kutatói munkája mellett érdeklődése kiterjed más területekre is. PhD-vizsgálatán túl a hajviselet pszichológiája, a testkép, a sakkjáték családterápiás felhasználása, a horkolás párkapcsolati összefüggései valamint a táplálkozás pszichológiai vonatkozásai is kutatásainak tárgyát képezték.
Minősített GAPS-dietetikus képesítéssel is rendelkezik, és foglalkozik a bélflóra és a pszichológiai jólét közötti összefüggésekkel.
Baktay Zelka és családja 2019-ben közösen alkották meg az Aranyhaj kódex című mesekönyvet. A mű a középkori kódexek stílusában készült, és kiemelt szerepet kap benne a haj szimbolikája, amely összhangban áll Baktay Zelka doktori kutatásával. A mesekönyv a haj pszichológiai jelentőségét, az érintés fontosságát és a családi kapcsolatok dinamikáját dolgozza fel mesés formában.

## Fontosabb művei
- Életút – Fejlődéslélektan a fogantatástól a halálig (2001) – Bagdy Emőkével és Baktay Miklóssal közösen
- A horkolás (2004) – Szakács Zoltánnal közösen
- Pár- és családi kapcsolatok vizsgálata (2006) – Bagdy Emőkével és Mirnics Zsuzsannával közösen
- Szegény nők – szegény férfiak (2007) – Popper Péterrel, Ranschburg Jenővel és Baktay Miklóssal közösen
- Eseteink – Páratlan párkapcsolatok: egy terapeuta pár gyakorlatából (2007) – Baktay Miklóssal közösen
- Párkapcsolati krízisek – Hogyan jöttünk ki jól? (2008) – Baktay Miklóssal közösen
- Boldogtalan kapcsolatok – Döntés, felelősség, gyávaság (2008) – Baktay Miklóssal, Csernus Imrével, Kalo Jenővel és Popper Péterrel közösen
- Az önmagát kereső ember – Bűntudat és feloldozás (2009) – Csányi Vilmossal, Horváth Zoltánnal és Popper Péterrel közösen
- Szeretők (2010) – Baktay Miklóssal közösen
- Mások férjével (2010) – Bácskai Júliával, Baktay Miklóssal és Varró S. Gáborral közösen
- Jövőnk könyve– házasságra hangolva (2015) – Baktay Miklóssal közösen
- Párkapcsolat, szülőség, család (2017) – Nyolcrészes sorozat a "Védőháló a családokért" programban – Baktay Miklóssal közösen
  - Házasságkötésre és családalapításra készülve
  - Gyermeket váró párok
  - Kisbabás család
  - Kisgyerekes család
  - Óvodás a családban
  - Kisiskolás a családban
  - Kamasz a családban
  - Kirepült a gyerekünk. Örömszülők, nagyszülők lettünk
- Párkapcsolati áttekintő nőknek (2017)
- Horkolás (2018) – Baktay Miklóssal közösen
- Nárcisz-könyv (2018) – Baktay Miklóssal és Szabó Ágnessel közösen
- Aranyhaj kódex (2019)
- Szülők válófélben – (Élet)történetek terapeuta szemmel (2019) – Baktay Miklóssal közösen
- Életút – Párkapcsolati szakaszok a megismerkedéstől a nagyszülőségig (2019) – Baktay Miklóssal közösen
- Önimádók – Kezelési útmutató nárcisztikus személyiségzavarhoz (2019) – Baktay Miklóssal és Szabó Ágnessel közösen